# Штуцер, Михаил Иванович
Михаил Иванович Штуцер (21 ноября 1879, Москва, Российская империя — 31 марта 1935, там же СССР) — русский и советский микробиолог и эпидемиолог.

## Биография
Родился 21 ноября 1879 года в Москве, в семье известного педагога Ивана Ивановича Штуцера (1852—1900).
С детства мечтал посвятить свою жизнь науке.
В начале 1900-х годов поступил на медицинский факультет Московского университета, который окончил в 1906 году. Будучи выпускником Московского университета, по заданию администрации университета был отправлен в Порт-Артур, где он был военным врачом (1904—1905), также работал военным врачом в Полтавской губернии (1907—1908).
С 1909 по 1911 годы Михаил Иванович стажировался в лаборатории Роберта Коха в Берлине.
В 1911 году возвращается в родной город — Москву и до 1914 года заведовал Химико-бактериологическим институтом Феррейна.
В годы Первой мировой войны в должности старшего ординатора полевого госпиталя был на Западном фронте, а затем в плену, где работал в лаборатории карантинного лагеря для русских военнопленных. В 1919 году переехал в УССР, в Полтаву, где до 1921 года работал в Полтавском бактериологическом институте. Во время работы в Полтаве, к нему пришла идея создания бактериологического института, и он решил открыть его в Воронеже, куда он переехал в 1921 году и до 1927 года возглавлял данный институт, одновременно с этим занимал должность профессора микробиологии Воронежского государственного университета.
В 1927 году переехал в Ростов-на-Дону и до 1930 года возглавлял микробиологический институт и заведует кафедрой микробиологии Северо-Кавказского университета. В 1930 году переехал в Киев, где он несколько месяцев занимал должность директора института эпидемиологии и микробиологии. В 1931 году навсегда возвратился в Москву и работал в различных столичных НИИ.
13 августа 1930 года был арестован одновременно с директором Московского бактериологического института им. И. И. Мечникова С. В. Коршуном и с помощником заведующего эпидемиологическим отделом этого института Ф. Г. Бернгофом. В конце 1931 года вместе с другими микробиологами М. И. Штуцер был осуждён во внесудебном порядке судебной коллегией ОГПУ на 5 лет лагерей, проходящие с ним по одному делу профессора П. Ф. Беликов и П. С. Розен получили по 3 года ссылки, В. А. Новосельский — 3 года лагерей, О. Г. Биргер — 5 лет концлагерей, и остальные микробиологи, участники процесса, включая С. В. Коршуна, получили по 10 лет. На заседании судебной коллегии ОГПУ 23 октября 1931 года отдельно был решён вопрос о необходимости конфискации личных библиотек арестованных микробиологов.

По воспоминаниям заместителя директора Бактериологического института РККА Е. И. Демиховского, М. И. Штуцер вместе с другими видными микробиологами был отправлен в Суздаль, где на территории Покровского монастыря работал в бактериологической лаборатории этого института, занимавшейся в том числе разработкой бактериологического оружия. При этом ученые были расконвоированы и могли выходить в город, где жили их семьи. По воспоминаниям А. А. Русановой М. И. Штуцер скончался вскоре после освобождения. Нельзя сказать, имелось ли в виду полное освобождение или отсутствие конвоя и возможность передвижения, во всяком случае смерть Михаила Ивановича наступила 31 марта 1935 года в Москве. 

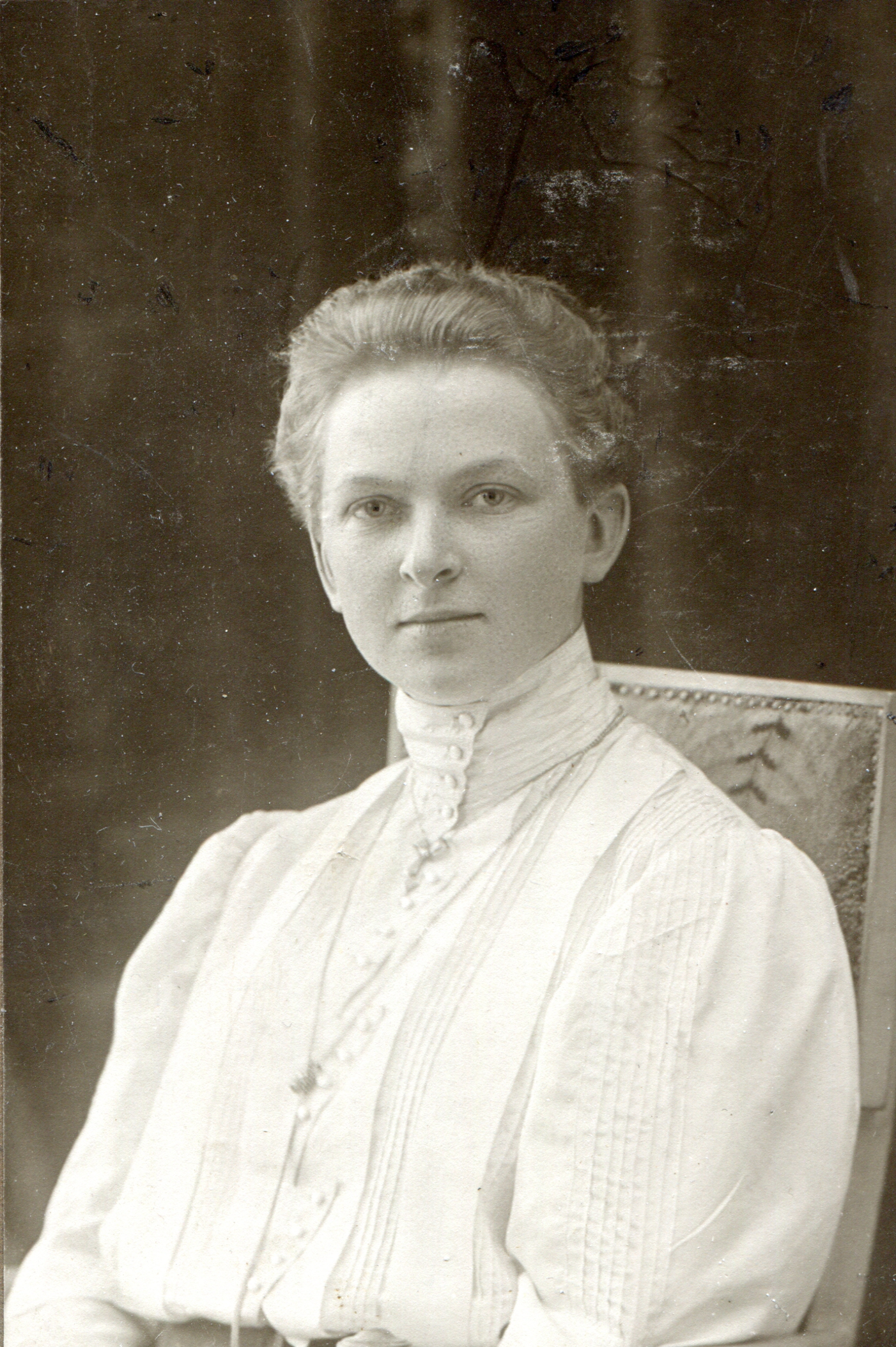
Жена М. И. Штуцера Наталья, урождённая Фидлер. 1909 год.

В 1937 году, через два года после смерти Штуцера, директор Азово-Черноморского института микробиологии и эпидемиологии А. А. Миллер был обвинён в том, что с 1929 года по 1934 год в составе право-троцкистской диверсионной группы передавал шпионские сведения о новейших научных разработках немецким агентам М. И. Штуцеру и О. О. Гартоху. А. А. Миллер (1895—1960) был приговорён к расстрелу, но всё-таки остался жив. Оскар Гартох был арестован в 2 августа 1937 года, освобождён 20 мая 1938 года после вмешательства Ромен Роллана, снова арестован 31 мая 1941 года, был в заключении в Саратове в одной камере с Н. И. Вавиловым и в конце концов был расстрелян 30 января 1942 года.

## Семья
- Жена — Наталья Александровна Штуцер, урождённая Фидлер (13.02.1883—?), химик-фармаколог[8], её сестра Елена замужем за Н. В. Тимофеевым-Ресовским[9]. М. И. Штуцер встречался с Тимофеевыми-Ресовскими в Берлине[10]
  - Дочь — Татьяна (19.01.1910—?)[11]
  - Дочь — Юлия Михайловна, в замужестве Возняковская (1911—2001)[11]
  - Сын — Федор Михайлович Штуцер (сменил фамилию на Иванов) (1912—1996)[11]
  - Дочь — Наталия Михайловна, в замужестве Пинчук (1914—2007)[11]
  - Сын — Иван Михайлович Штуцер (1919—1992) заведующий лабораторией НИИП, кандидат технических наук[11].

## Научные работы
Основные научные работы посвящены исследованию патогенных микроорганизмов.
- 1917 — Описал новый вид дизентерийной бактерии, которая вскоре станет известна как палочка Штуцера—Шмидца.
- 1919 — 1920 — Работал в области вакцинации.
- 1921 — 1935 — Предложил сыворотки против дифтерийной, дизентерийной, скарлатинной, бруцеллёзной и других инфекций.
- 1926 — Доказал возможность борьбы с вредными насекомыми с помощью энтомопатогенных бактерий.
- Изучал кишечные инфекции и кишечную микрофлору.
- Разрабатывал теоретические вопросы изменчивости бактерий.
- Создал школу микробиологов и эпидемиологов.

## Список использованной литературы
- БМЭ.— 3-е изд.— М.: Сов. энциклопедия, т. 1—9, 1974—79.
- Биологи. Биографический справочник.— Киев.: Наукова думка, 1984.— 816 с.: ил